# Cilunculus cymobostrychos
Cilunculus cymobostrychos is een zeespin uit de familie Ammotheidae. De soort behoort tot het geslacht Cilunculus. Cilunculus cymobostrychos werd in 2004 voor het eerst wetenschappelijk beschreven door Bamber. 